# Hatfield (Yorkshire du Sud)
Pour les articles homonymes, voir Hatfield.
Hatfield est une ville d'Angleterre dans le Yorkshire du Sud.

## Histoire
Hatfield Chase, à quelques kilomètres à l'est de la ville, est généralement considérée comme le site de la bataille de Hatfield Chase, en 633, durant laquelle Edwin, premier roi chrétien de Northumbrie, est vaincu et tué par le prince gallois Cadwallon ap Cadfan et Penda, roi païen de Mercie.

## Personnalité
- Janet Baker (1933- ), chanteuse d'opéra, y est née.